# شو مغيره (ألبوم)
شو مغيره هو أحد ألبومات المطربة نجوى كرم وصدر في عام 3 ديسمبر 2004 وقد احتوى الألبوم على ثمان أغاني.

## الأغاني
1. عرفت أختار
2. آخر دواء
3. بهواك
4. ليش مغرب
5. ليلة ما كان ماشي
6. شو كنت تقلي
7. شو مغيره
8. يا دنيا